# 14-я армия (СССР)

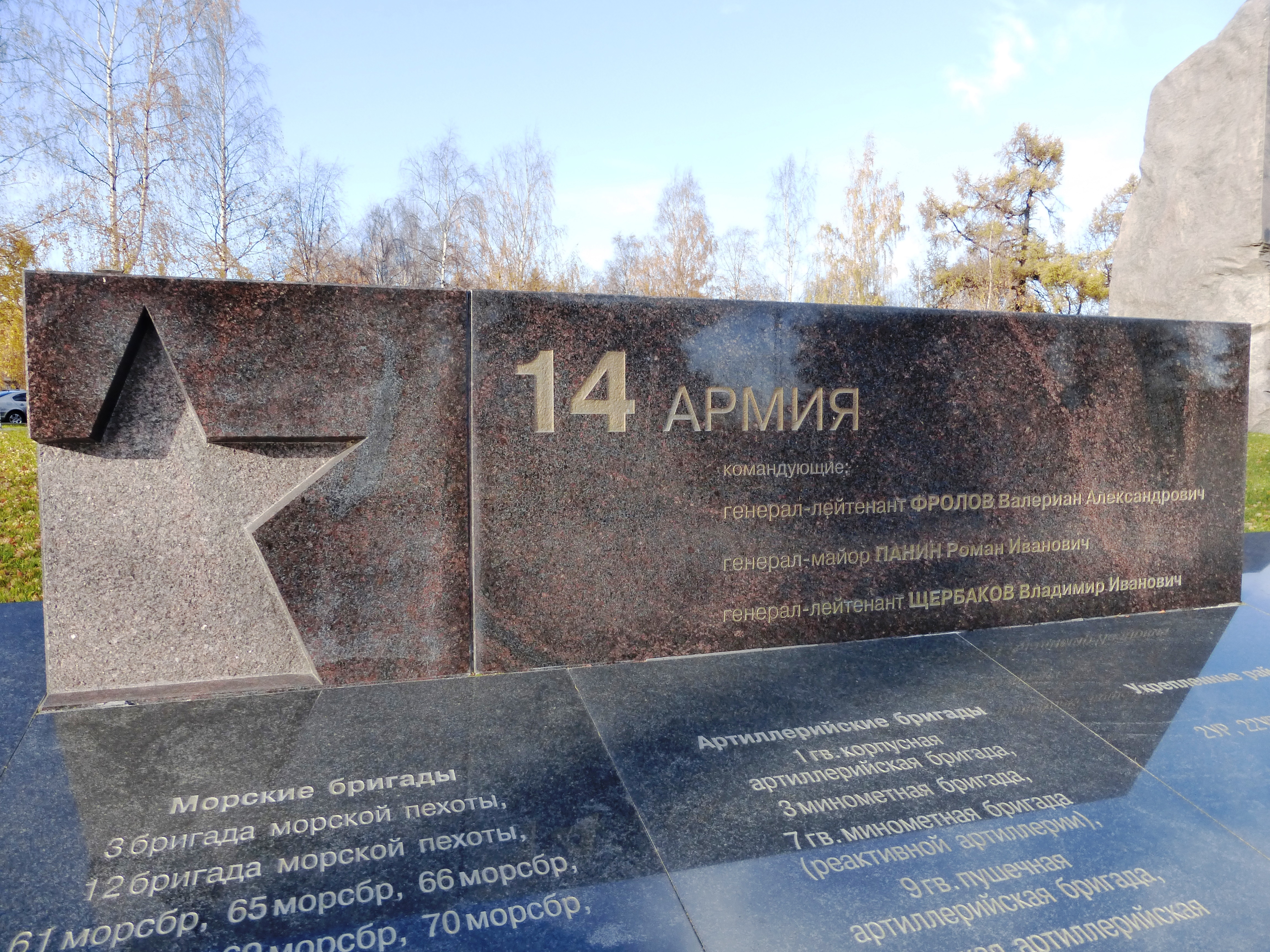
Фрагмент военно-мемориального комплекса Карельского фронта

14-я армия, c 15 ноября 1944 года до конца Великой Отечественной войны 14-я отдельная армия — отдельное оперативное войсковое формирование объединение, армия) в составе Вооружённых Сил СССР во время Великой Отечественной войны.
Сокращённое наименование — 14 А, c 15 ноября 1944 года до конца Отечественной войны 14 ОА.

## Формирование
14-я армия сформирована в октябре 1939 года в Ленинградском военном округе (ЛВО) и прикрывала границу с Финляндией, находясь на самом северном участке сухопутной государственной границы СССР.

## Боевые действия

### 1941 год
На 22 июня года армия занимала полосу обороны от побережья Баренцева моря до Ухты. 24 июня армия вошла в состав вновь созданного Северного фронта. Армия обороняла фронт протяжённостью 550 километров и контролировала побережье Кольского полуострова с длиной береговой линии около 300 километров. Левым соседом армии была 7-я армия, справа было море — полоса действий Северного флота.
Ещё 14-15 июня 122-я стрелковая дивизия из состава армии по приказу командующего ЛВО М. М. Попова была выдвинута к государственной границе с целью прикрытия направления на Кандалакшу, 19 июня в полосу обороны армии была начата переброска 1-й танковой дивизии, 21 июня была поднята по тревоге 52-я стрелковая дивизия, дислоцированная в Мурманске, Мончегорске и Кировске, а в ночь на 22 июня непосредственно на границу были переброшены два полка и разведывательный батальон 14-й стрелковой дивизии.
В целом, армия была сравнительно готова к обороне. Задача обороны облегчалась тяжёлыми природными условиями, кроме того, боевые действия в полосе армии начались только 29 июня. Следовательно, армия имела возможность подготовиться к отражению вражеского удара. Тем не менее, нельзя не отметить важнейшую задачу, возложенную на армию — оборона единственного на Севере незамерзающего порта Мурманска и северного участка Кировской железной дороги. Соответственно, важным также являлось кроме собственно мурманского направления и кандалакшское направление, поскольку в случае успеха вражеские войска были способны достигнуть вод Кандалакшского залива Белого моря и отрезать Кольский полуостров от страны. В результате Советский Союз безусловно терял бы Мурманск и базу Северного флота Полярный.
В составе армии было 5 дивизий, 52 600 человек (по другим данным 51 828 человек) личного состава, 1150 орудий и миномётов, 392 танка, противостоявшие армии войска противника насчитывали 4 дивизии, 97 041 человек, 1037 орудий и миномётов, 106 танков, однако надо иметь в виду, что к непосредственному началу боевых действий соотношение несколько изменилось, так как стороны наращивали численный состав группировок.
На 22 июня построение армии было следующим: на самом правом фланге, примыкая к морю оборону держал 23-й укреплённый район. Южнее его располагалась 14-я стрелковая дивизия без двух батальонов, которые контролировали северо-восточное побережье Кольского полуострова. Затем был достаточно большой пробел (240 километров) в построении армии на границе, в глубине, во втором эшелоне, в треугольнике Мурманск — Мончегорск — Кировск заняла оборону 52-я стрелковая дивизия. Непосредственно на границе, южнее Алакуртти, на кандалакшском направлении заняла оборону 122-я стрелковая дивизия и уже к 22 июня в этом же районе разгрузилась 1-я танковая дивизия. 104-я стрелковая дивизия находилась южнее, также в глубине обороны, в районе Кестеньга.
На мурманском направлении 28 июня начал боевые действия немецкий горнострелковый корпус «Норвегия» в составе 2-й горнострелковой дивизии и 3-й горнострелковой дивизии, 40-го отдельного танкового батальона и 112-го отдельного танкового батальона. Кроме того, в составе группировки имелась финская 36-я пограничная рота. Вражеские войска имели на решающих направлениях четырёхкратное превосходство в силах. 28 июня главные силы корпуса обрушились на 95-й стрелковый полк 14-й стрелковой дивизии, который оказался не в состоянии сдержать удар, и более того — в отступлении, если не сказать бегстве к посёлку Титовка, увлёк за собой подошедший на позиции 325-й стрелковый полк той же дивизии — в целом, на этом участке обороны армии противник достиг некоторых успехов, чего нельзя сказать об обороне гарнизона 23-го укрепрайона на полуостровах Рыбачий и Средний. Там была выстроена мощная оборона, и при поддержке береговой артиллерии из трёх 130-миллиметровых и четырёх 100-миллиметровых орудий все атаки противника в течение трёх дней были успешно отбиты.
К 30 июня 52-я стрелковая дивизия заняла оборонительные позиции по реке Западная Лица («Долина славы»). В течение всего июля враг безуспешно штурмовал оборону, пытаясь форсировать реку. На правом фланге кроме собственно частей дивизии, занимали оборону отступившие и приведённые в порядок части 14-й стрелковой дивизии. За весь июль противнику удалось захватить один небольшой плацдарм на восточном берегу реки. В сентябре обороняющиеся части были пополнены 186-й стрелковой дивизией, в октябре была предпринята попытка отбить плацдарм, однако она оказалась безуспешной, 186-я стрелковая дивизия понесла тяжёлые потери, после чего фронт на данном участке стабилизировался до 1944 года. Таким образом, к 17 октября войскам противника удалось только закрепиться на рубеже реки Западная Лица. За 104 дня боёв продвижение составило не более 30-60 километров.
На кандалакшском направлении 1 июля немецкие войска силами 36-го армейского корпуса, в который входили 169-я пехотная дивизия, горнострелковая бригада СС «Nord», а также финская 6-я пехотная дивизия и два финских егерских батальона, начали наступление на Кандалакшу. Наступлению противостояли 122-я стрелковая дивизия, 1-я танковая дивизия (до середины июля) и переброшенная позднее в район Кайралы 104-я стрелковая дивизия без 242-го стрелкового полка, находившегося на кестеньгском направлении. До начала августа шли тяжёлые бои, с некоторым продвижением вражеских частей. В начале августа в тыл советской группировки проник усиленный финский батальон, который оседлал дорогу в районе станции Нямозеро, тем самым окружив советскую группировку, которая в течение двух недель вела бои в странном окружении — один батальон блокировал пять стрелковых полков, три артиллерийских полка и другие части. Этот факт указывает на сложность театра боевых действий, отсутствие дорожной сети, а также на труднопроходимость лесов и болот Карелии. Тем не менее через две недели дорога была разблокирована, хотя противник нанёс удар с фронта, вынудив советские войска оставить позиции и закрепиться в четырёх километрах восточней Алакуртти, где линия фронта стабилизировалась до 1944 года. Максимальное продвижение составило около 95 километров.
В августе противник, ввиду сильного сопротивления советских войск, перенёс основные усилия на кестеньгское направление. Бои там велись с начала июля, наступлению противостоял артиллерийский дивизион и 242-й стрелковый полк 104-й стрелковой дивизии. Первым начал наступление пехотный полк 169-й пехотной дивизии, первый бой произошёл 8 июля в районе деревни Тунгозеро, советские подразделения не выдержали натиска и отступили, к 10 июля вражеские части вышли к реке Софьянга, после чего наступило затишье, которое длилось до конца июля. 3 августа противник вновь нанёс удар по частям 14-й армии, которые были вынуждены отступить. Бои на этом участке продолжались вплоть до ноября, вражеским войскам удалось взять Кестеньгу и продвинуться от неё на восток ещё на приблизительно 30 километров, где к 11 ноября линия фронта стабилизировалась в 40 километрах западнее Лоухи. К тому времени группировка советских войск на этом участке усилилась 5-й стрелковой бригадой и 88-й стрелковой дивизией.
В целом, части армии свою задачу выполнили, не допустив захвата Кольского полуострова, Мурманска и Кировской железной дороги, сохранив базу советского Северного флота. Более того, именно на участке армии войска противника продвинулись на минимальное расстояние от государственной границы, а на участке 23-го укрепрайона и 135-го стрелкового полка 14-й стрелковой дивизии им и вовсе не удалось переступить за пограничный знак № 1. При этом, надо иметь в виду, что части армии в 1941 году действовали практически без пополнений из глубинных районов страны (исключая 88-ю стрелковую дивизию) и обходились пополнениями из местных резервистов.

### 1942—1944 годы
Линия фронта в полосе действий 14-й армии с осени 1941 по осень 1944 года оставалась исключительно стабильной. Противоборствующие стороны испытывали одинаковые трудности: тяжёлые природные условия вкупе с постоянно совершенствующейся обороной противников не давали развернуть сколько-нибудь широкие военные действия. При этом надо иметь в виду, что как такового сплошного фронта в полосе армии не существовало ни у одной из сторон — роль обороны выполняли непреодолимые болота, леса, реки и каменные гряды. В основном действия армии в тот период ограничивались разведкой, проведением диверсионных мероприятий, поддержкой сравнительно немногочисленных партизанских отрядов, и, что естественно, совершенствованием обороны. Из более или менее значимых действий следует отметить Кестеньгскую операцию, начавшуюся 26.04.1942 года. Это наступление по сути являлось контрнаступлением, так как в феврале-марте 1942 года разведкой было установлено сосредоточение вражеских войск с целью их собственного наступления. Бои на кестеньгском направлении продолжались с 26.04.1942 в течение 10 дней, имело место некоторое продвижение советских частей, однако в конечном итоге стороны перешли к обороне на прежних позициях — тем не менее, наступление вражеских войск было сорвано. С 27.04.1942 войска армии перешли в наступление и на мурманском направлении, на рубеже реки Западная Лица, войска 10-й гвардейской стрелковой дивизии продвинувшись на несколько километров, смогли выйти во фланг вражеской группировки на плацдарме, однако уже с 05.05.1942 вновь заняли прежние рубежи за редкими частными исключениями.
После этого более или менее широкомасштабных боевых действий в полосе армии не велось до октября 1944 года.

## 1944 год
14-я армия явилась основной задействованной боевой единицей в Петсамо-Киркенесской операции. На начало операции армия имела в своём составе 8 стрелковых дивизий, 5 стрелковых и 1 танковую бригады (97 000 человек, 2103 орудия и миномёта, 126 танков и САУ); её поддерживала 7-я воздушная армия (около 700 самолётов). В полосе армии оборонялся 19-й горный армейский корпус (3 горнопехотные дивизии и 4 бригады, 53 000 человек, 753 орудия и миномёта; 160 самолётов из состава 5-го воздушного флота) из состава 20-й горной армии. За время с 1941 по 1944 год вражеские войска построили глубоко эшелонированную оборону, базировавшуюся на укреплённых опорных пунктах в условиях труднопроходимой местности.
«В течение трёх лет враг возводил здесь лапландский оборонительный вал. С выходом Финляндии из войны дополнительные оборонные работы носили просто лихорадочный характер. Наша разведка беспрестанно сообщала, что специальные строительные части противника круглые сутки вгрызаются в гранит, возводят новые железобетонные и бронированные огневые точки и укрытия, прокладывают траншеи и ходы сообщения. Перед нами на фронте длиной 90 километров тянулись надолбы и противотанковые рвы, густые минные поля и проволочные заграждения. Они перехватывали все горные перевалы, лощины и дороги, а господствующие над местностью высоты представляли собой настоящие горные крепости. Кроме того, со стороны моря их прикрывала береговая и зенитная артиллерия в полевых капонирах. Меж укреплений лежали бесчисленные озёра, речки, цепи отвесных скал, болота и топи».
Основное наступление войск армии началось 07.10.1944 года из района южнее озера Чапр. На правом фланге ударной группировки действовал 131-й стрелковый корпус, наступая в общем направлении на Петсамо, на левом фланге группировки действовал 99-й стрелковый корпус, наступая в общем направлении на Луостари. Правый фланг армии обеспечивала отвлекающая оперативная группа и две бригады морской пехоты. На левом фланге армии глубокий обходной манёвр совершал 126-й лёгкий стрелковый корпус, также с конечной целью Луостари. Ещё до начала операции в тыл были заброшены инженерные соединения армии с целью подрыва укреплений противника и действий на коммуникациях противоборствующей стороны.
После артиллерийской подготовки войска армии перешли в наступление и в полосе действий 131-го стрелкового корпуса к 15:00 07.10.1944 прорвали первую полосу обороны врага и вышли к реке Титовка, захватили плацдарм, 08.10.1944 вели бои за расширение плацдарма, а затем наступали в направлении Петсамо.
99-й стрелковый корпус в первый день наступления не смог прорвать оборону, и вынужден был делать это в ночной атаке с ночь с 07.10.1944 на 08.10.1944, прорвав оборону к 6:00 и в дальнейшем, форсировав реку Титовка, устремился к Луостари.
126-й лёгкий стрелковый корпус совершив тяжелейший обходной манёвр, к 11.10.1944 вышел западнее Луостари и перерезал дорогу Петсамо — Сальмиярви, тем самым не допустив подхода подкреплений.
В полосе действий 99-го стрелкового корпуса был введён в бой резервный 127-й лёгкий стрелковый корпус и 12.10.1944 года части корпусов овладели Луостари, после чего перешли в наступление с юга на Петсамо. В то же самое время с востока на Петсамо наступал 131-й стрелковый корпус. 126-й лёгкий стрелковый корпус вновь получил особую задачу обходным манёвром перерезать с запада дорогу Петсамо-Тарнет, что и сделал 13.10.1944 года. К тому времени к Петсамо подошли стрелковые корпуса и с 14.10.1944 начали штурм города, который 15.10.1944 был взят.
С 18.10.1944 года 14-я армия после перегруппировки участвует во втором этапе операции. С юга на север в бой были введены 127-й лёгкий стрелковый корпус, резервный 31-й стрелковый корпус, 99-й стрелковый корпус, 126-й лёгкий стрелковый корпус, 131-й стрелковый корпус. На тот момент бои заключались в основном в преследовании отходившего противника. 127-й лёгкий стрелковый корпус и 31-й стрелковый корпус наступали на Никель, 99-й стрелковый корпус и 126-й лёгкий стрелковый корпус на Ахмалахти, 131-й стрелковый корпус на Тарнет.
Уже 20.10.1944 127-й лёгкий стрелковый корпус и 31-й стрелковый корпус полукольцом охватили Никель с севера, юга и юго-запада, 21.10.1944 126-й лёгкий стрелковый корпус достиг озера Клистервати, 99-й стрелковый корпус 22.10.1944 вышел на дорогу Ахмалахти — Киркенес. 131-й стрелковый корпус ещё 17.10.1944 вышел к государственной границе, а 18.10.1944 вступил на норвежскую землю. 22.10.1944 был взят Никель
Форсировав Яр-Фьорд 24-25.10.1944 года войска армии развернулись веером на территории Норвегии. 31-й стрелковый корпус, не форсируя залив, устремился на глубоко юг, и к 27.10.1944 достиг Наусти, выйдя на норвежско-финскую границу. 127-й лёгкий стрелковый корпус осуществлял наступление в том же направлении, но по западному берегу фьорда. 126-й лёгкий стрелковый корпус осуществил глубокий прорыв в западном направлении и 27.10.1944 достиг города Нейден 99-й стрелковый корпус и 131-й стрелковый корпус устремились на Киркенес, который 25.10.1944 года был освобождён, затем 99-й стрелковый корпус также направился к городу Нейден.
29.10.1944 года Петсамо-Киркенесская операция была закончена, а с ней и участие 14-й армии в боевых действиях.

## 1944—1945 годы
14-я армия, передав по окончании ряд соединений в другие армии, дислоцировалась в Заполярье и Норвегии, находилась на обороне советско-норвежской и советско-финской границы. В связи с расформированием Карельского фронта, с 15.11.1944 года армия получила статус отдельной, и в этом статусе находилась до окончания войны. Штаб армии оставался в Мурманске.
Несмотря на формальное прекращение участия в боевых действиях, части армии продолжали нести потери: с 15.11.1944 по 9.05.1945 армия потеряла безвозвратно 412 человек (в том числе 243 - боевые потери), санитарные потери составили 8 260 человек (подавляющая часть заболевшими — 7 884 человека).

## Расформирование
31.10.1945 года 14-я армия была расформирована, её полевое управление обращено на доукомплектование Беломорского военного округа, которому были переданы и все входившие в состав армии части.

## Командование
Командующий
- Фролов, Валериан Александрович (25.10.1939 — 30.08.1941),
- Панин, Роман Иванович (30.08.1941 — 27.03.1942),
- Щербаков, Владимир Иванович (28.03.1942 — 08.1945).

Член Военного совета
- Крюков, Александр Иванович (30.09.1939 — 1.09.1944),
- Старостин, Максим Иванович (28.06.1941 — 27.09.1944),
- Сергеев, Александр Яковлевич (1.09.1944 — 9.07.1945).

Начальник штаба
- Сквирский, Лев Соломонович (25.10.1940 — 23.08.1941),
- Малицкий, Михаил Иванович (23.08 — 20.10.1941),
- Скоробогаткин, Константин Фёдорович (20.10.1941 — 18.08.1943),
- Герасев, Иван Петрович (18.08.1943 — 21.08.1945).

Начальник артиллерии
- Паниткин, Дмитрий Фёдорович (25.10.1939 — 31.10.1945)

## Боевой состав

### Перечень соединений и воинский частей, входивших в состав армии
В разное время в состав армии входили:

#### Стрелковые и кавалерийские соединения
Корпуса
- 31-й стрелковый корпус
- 42-й стрелковый корпус
- 99-й стрелковый корпус
- 126-й лёгкий горнострелковый корпус
- 127-й лёгкий горнострелковый корпус
- 131-й стрелковый корпус
- 133-й стрелковый корпус

Дивизии
- 10-я гвардейская стрелковая дивизия
- 14-я стрелковая дивизия
- 21-я стрелковая дивизия
- 45-я стрелковая дивизия
- 52-я стрелковая дивизия
- 65-я стрелковая дивизия
- 67-я стрелковая дивизия
- 83-я стрелковая дивизия
- 88-я стрелковая дивизия
- 104-я стрелковая дивизия
- 114-я стрелковая дивизия
- 122-я стрелковая дивизия
- 152-я стрелковая дивизия
- 186-я стрелковая дивизия
- 341-я стрелковая дивизия
- 367-я стрелковая дивизия
- 368-я стрелковая дивизия

Бригады
- 3-я бригада морской пехоты
- Мурманская стрелковая бригада
- 5-я стрелковая бригада
- 12-я бригада морской пехоты
- 69-я морская стрелковая бригада
- 70-я морская стрелковая бригада
- 72-я морская стрелковая бригада
- 77-я морская стрелковая бригада
- 4-я лыжная бригада
- 5-я лыжная бригада
- 6-я лыжная бригада
- 31-я лыжная бригада
- Отдельные полки и другие подразделения
- 1-й мотострелковый полк
- 31-й отдельный батальон морской пехоты
- 9-й отдельный лыжный батальон
- 11-й отдельный лыжный батальон
- 12-й отдельный лыжный батальон
- 136-й отдельный лыжный батальон
- 137-й отдельный лыжный батальон
- 138-й отдельный лыжный батальон
- 202-й отдельный лыжный батальон
- отдельный пулемётный батальон

Укреплённые районы
- 2-й укреплённый район
- 23-й укреплённый район

#### Артиллерийские и миномётные соединения
Дивизии (со входящими подразделениями)
- 40-я зенитная артиллерийская дивизия
  - 1407-й зенитный артиллерийский полк
  - 1411-й зенитный артиллерийский полк
  - 1415-й зенитный артиллерийский полк
  - 1527-й зенитный артиллерийский полк

Бригады
- 7-я гвардейская миномётная бригада
- 25-я гвардейская миномётная бригада
- Мурманский бригадный район ПВО

Полки, дивизионы и другие отдельные подразделения
- 51-й армейский пушечный артиллерийский полк
- 73-й артиллерийский полк
- 104-й армейский пушечный артиллерийский полк
- 149-й корпусной артиллерийский полк
- 471-й пушечный артиллерийский полк
- 633-й корпусной артиллерийский полк
- 645-й истребительно-противотанковый артиллерийский полк
- 901-й горный армейский корпусной артиллерийский полк
- 905-й горный армейский корпусной артиллерийский полк
- 989-й гаубичный артиллерийский полк
- 1066-й корпусной артиллерийский полк
- 1236-й армейский артиллерийский полк
- 1237-й пушечный артиллерийский полк
- 1942-й корпусной артиллерийский полк
- 156-й армейский зенитный артиллерийский полк
- 1006-й аэродромный полк ПВО
- 20-й гвардейский миномётный полк реактивной артиллерии
- 41-й гвардейский миномётный полк реактивной артиллерии
- 44-й гвардейский миномётный полк реактивной артиллерии
- 64-й гвардейский миномётный полк реактивной артиллерии
- 172-й миномётный полк
- 173-й миномётный полк
- 275-й миномётный полк
- 297-й миномётный полк
- 482-й миномётный полк
- 535-й миномётный полк
- 619-й миномётный полк
- 620-й миномётный полк
- Отдельный зенитный артиллерийский дивизион 14-й армии
- 208-й отдельный зенитный артиллерийский дивизион
- 325-й отдельный зенитный артиллерийский дивизион
- 487-й отдельный зенитный артиллерийский дивизион
- 836-й отдельный разведывательный артиллерийский дивизион

#### Танковые и механизированные соединения
Дивизии
- 1-я танковая дивизия

Бригады
- 7-я гвардейская танковая бригада

Отдельные полки
- 73-й отдельный гвардейский танковый полк прорыва
- 89-й отдельный танковый полк

Отдельные танковые батальоны
- 107-й отдельный танковый батальон
- 429-й отдельный танковый батальон
- отдельный танковый батальон без номера

Отдельные самоходные полки
- 339-й гвардейский тяжёлый самоходно-артиллерийский полк
- 378-й гвардейский тяжёлый самоходно-артиллерийский полк

Отдельные батальоны и другие подразделения
- 37-й отдельный аэросанный батальон
- 45-й отдельный аэросанный батальон
- 275-й отдельный моторизованный батальон особого назначения
- 284-й отдельный моторизованный батальон особого назначения
- 7-й отдельный дивизион бронепоездов
- 27-й отдельный дивизион бронепоездов
- 47-й отдельный дивизион бронепоездов
- 73-й отдельный бронепоезд

#### Авиация
Дивизии
- 16-я гвардейская истребительная авиационная дивизия
- 1-я смешанная авиационная дивизия
- 103-я смешанная авиационная дивизия
- 261-я штурмовая авиационная дивизия

Полки
- 19-й гвардейский истребительный авиационный полк
- 20-й гвардейский истребительный авиационный полк
- 137-й ближнебомбардировочный авиационный полк
- 145-й истребительный авиационный полк
- 147-й истребительный авиационный полк
- 197-й смешанный авиационный полк
- 197-й истребительный авиационный полк
- 608-й ближнебомбардировочный авиационный полк
- 668-й ночной ближнебомбардировочный авиационный полк
- 679-й ночной бомбардировочный авиационный полк
- 760-й истребительный авиационный полк
- 837-й истребительный авиационный полк

Эскадрильи
- 42-я отдельная корпусная авиационная эскадрилья
- 108-я отдельная разведывательная авиационная эскадрилья
- 118-я отдельная разведывательная авиационная эскадрилья

#### Инженерные и сапёрные части
Бригады
- 1-я моторизованная инженерная бригада
- 13-я штурмовая инженерно-сапёрная бригада
- 20-я моторизованная штурмовая инженерно-сапёрная бригада

Батальоны
- 6-й гвардейский отдельный батальон минёров
- 19-й отдельный инженерный батальон
- 31-й отдельный инженерный батальон
- 90-й отдельный инженерный батальон
- 170-й отдельный инженерный батальон
- 259-й отдельный инженерный батальон
- 279-й отдельный инженерный батальон
- 733-й отдельный моторизованный инженерный батальон
- 31-й отдельный сапёрный батальон
- 116-й отдельный сапёрный батальон
- 279-й отдельный сапёрный батальон
- 1202-й отдельный сапёрный батальон
- 30-й отдельный моторизованный понтонно-мостовой батальон
- 97-й отдельный моторизованный понтонно-мостовой батальон

#### Части связи
- 27-й отдельный ордена Александра Невского[4] полк связи

### Помесячный боевой состав армии
| Дата (в составе фронта)       | Стрелковые и кавалерийские соединения | Артиллерийские и миномётные соединения | Танковые и механизированные соединения                                   | Авиация                                                  | Инженерные и сапёрные части                                     | Огнемётные части |
| ----------------------------- | --- | --- | ------------------------------------------------------------------------ | -------------------------------------------------------- | --------------------------------------------------------------- | ---------------- |
| 22.06.1941 (ЛВО)              | 42 ск (104, 122 сд), 14, 52 сд, 23 (Мурманский) УР | 104 пап РГК | 1 тд                                                                     | 1 сад, 42 каэ                                            | 31 осб                                                          | -                |
| 01.07.1941 (Северный фронт)   | 42 ск (104, 122 сд), 14, 52 сд, 23 УР | 104 пап РГК, 208 озад | 1 тд                                                                     | 1 сад, 42 каэ                                            | 31 осб                                                          | -                |
| 10.07.1941 (Северный фронт)   | 42 ск (104, 122 сд), 14, 52 сд, 23 УР | 104 пап РГК, 208 озад | 1 тд                                                                     | -                                                        | 19 оиб, 31 осб                                                  | -                |
| 01.08.1941 (Северный фронт)   | 42 ск (104, 122 сд), 14, 52 сд, 23 УР, 1 мсп (1 тд) | 104 пап РГК, 208 озад, Мурманский бригадный район ПВО | отб (б/н)                                                                | 1 сад                                                    | 31 осб                                                          | -                |
| 01.09.1941 (Карельский фронт) | 42 ск (104, 122 сд), 14, 52, 88 сд, Мурманская сбр, 1 мсп (1 тд), 23 УР | 104 пап РВГК; Мурманский бригадный район ПВО | 107 отб                                                                  | 1 сад, 118 раэ                                           | 19 оиб, 31, 116 осб                                             | -                |
| 01.10.1941 (Карельский фронт) | 42 ск (104, 122 сд), 1 мсп (1 тд), 23 УР, Мурманская оперативная группа: 14, 52, 186 сд, Мурманская сбр                                                                                       | 104 пап РВГК; Мурманский бригадный район ПВО, 208 озад | 107 отб                                                                  | 1 сад                                                    | 31, 116 осб                                                     | -                |
| 01.11.1941 (Карельский фронт) | Мурманская оперативная группа: 14, 52, 186 сд Кандалакшская оперативная группа: 104, 122 сд, 23 УР                                                                                            | 104 пап, 73 ап РВГК, 149 оад, 208 озад; Мурманский бригадный район ПВО | 107 отб                                                                  | 1, 103 сад                                               | 31, 279 осб                                                     | -                |
| 01.12.1941 (Карельский фронт) | Мурманская оперативная группа: 14, 52 сд и осп (12 бр. морской пехоты); Кандалакшская оперативная группа: 104, 122 сд, 23 УР                                                                  | 73 ап и 104 пап РВГК; Мурманский бригадный район ПВО, 208 озад; | 107 отб                                                                  | 1 сад, 118 раэ                                           | 31, 279 осб                                                     | -                |
| 01.01.1942 (Карельский фронт) | 10 гв., 104, 122 сд, 72 морская сбр, 12 бр. морской пехоты СФ, 135 сп (14 сд), 23 УР | 73 ап, 104 пап, 487 озадн | 107 отб, 73 отд. бронепоезд                                              | 1 сад                                                    | 31, 279 осб                                                     | -                |
| 01.02.1942 (Карельский фронт) | 10 гв., 14, 104, 122 сд, 72, 77 морские сбр, 23 УР | 73 ап, 104 пап, 487 озадн, озадн (б/н) | 107 отб, 73 отд. бронепоезд                                              | 1 сад                                                    | 31, 279 осб                                                     | -                |
| 01.03.1942 (Карельский фронт) | 10 гв., 14, 104, 122 сд, 72, 77 морские сбр, 23 УР, 136, 137, 138, 202 олыжб | 104, 471 пап, 487 озадн | 429 отб                                                                  | 145, 147, 197, 760 иап, 137 ббап, 668 лбап, 118 каэ      | 31, 259, 279 оиб                                                | -                |
| 01.04.1942 (Карельский фронт) | 10 гв., 14, 104, 122 сд, 72, 77 морские сбр, 4, 5, 6 лыжбр, 9, 11, 12, 202 олыжб, 23 УР | 104, 471 пап, 487 озадн | 429 отб                                                                  | 145, 147, 197, 760 иап, 137 ббап, 668, 679 лбап, 118 каэ | 31, 259, 279 оиб                                                | -                |
| 01.05.1942 (Карельский фронт) | 10 гв., 14 сд, 72 морская сбр, 5, 6 лыжбр, 9 олыжб, 23 УР | 104, 471 (без 1 д-на) аап, 645 ап ПТО, 41 гв. мп | -                                                                        | 20 гв., 197 иап, 137, 608 бап, 118 каэ                   | 31, 259 оиб, 1202 осб                                           | -                |
| 01.06.1942 (Карельский фронт) | 10 гв., 14 сд, 72 морская сбр, 5, 6 лыжбр, 9 олыжб, 23 УР | 104, 1236 аап, 645 лап, 41 гв. мп | -                                                                        | 19, 20 гв., 197, 837 иап, 137 ббап                       | 31, 90, 259 оиб                                                 | -                |
| 01.07.1942 (Карельский фронт) | 10 гв., 14 сд, 72 морская сбр, 5, 6 лыжбр, 9 олыжб, 23 УР | 104, 1236 аап, 645 лап, 41 гв. мп | -                                                                        | 19 и 20 гв., 197, 837 иап                                | 31, 90, 259 оиб                                                 | -                |
| 01.08.1942 (Карельский фронт) | 10 гв., 14, 152 сд, 72 морская сбр, 5, 6 лыжбр, 9 олыжб | 1236 аап, 645 иптап, 41 гв. мп, озадн (б/н) | -                                                                        | 19 и 20 гв., 197, 837 иап                                | 31, 90, 259 оиб                                                 | -                |
| 01.09.1942 (Карельский фронт) | 10 гв., 14, 152 сд, 72 морская сбр, 5, 6 лыжбр | 1236 аап, 645 иптап, 41 гв. мп, 325, 487 озадн | -                                                                        | 19 и 20 гв., 197, 837 иап                                | 31, 90, 259 оиб                                                 | -                |
| 01.10.1942 (Карельский фронт) | 10 гв., 14, 152 сд, 72 морская сбр, 31 лыжбр | 1236 аап, 645 иптап, 41 гв. мп, 325, 487 озадн | -                                                                        | 19 и 20 гв., 197, 837 иап                                | 31, 90, 259 оиб                                                 | -                |
| 01.11.1942 (Карельский фронт) | 410 гв., 14, 152 сд, 72 морская сбр, 31 лыжбр, | 1236 аап, 645 иптап, 41 гв. мп, 325, 487 озадн | -                                                                        | 19 и 20 гв., 197, 837 иап                                | 31 оиб                                                          | -                |
| 01.12.1942 (Карельский фронт) | 10 гв., 14, 152 сд, 72 морская сбр, 31 лыжбр | 1236 аап, 645 иптап, 41 гв. мп, 325, 487 озадн | -                                                                        | 197 сап                                                  | 31 оиб                                                          | -                |
| 01.01.1943 (Карельский фронт) | 10 гв., 14, 152 сд, 72 морская сбр, 31 лыжбр | 1236 аап, 645 иптап, 41 гв. мп, 325, 487 озадн | -                                                                        | 197 сап                                                  | 31 оиб                                                          | -                |
| 01.02.1943 (Карельский фронт) | 10 гв., 14 сд, 72 морская сбр, 31 лыжбр | 1236 аап, 645 иптап, 275, 297 минп, 41 гв. мп, 325, 487 озадн | -                                                                        | 197 сап                                                  | 31 оиб                                                          | -                |
| 01.03.1943 (Карельский фронт) | 10 гв., 14 сд, 72 морская сбр, 31 лыжбр, опаб (б/н) | 1236 аап, 645 иптап, 275, 287 минп, 41 гв. мп, 325, 487 озадн | -                                                                        | 197 сап                                                  | 31 оиб                                                          | -                |
| 01.04.1943 (Карельский фронт) | 10 гв., 14 сд, 72 морская сбр, 31 лыжбр, опаб (б/н) | 1236 аап, 645 иптап, 275, 297 минп, 41 гв. мп, 325, 487 озадн | -                                                                        | -                                                        | 31 оиб                                                          | -                |
| 01.05.1943 (Карельский фронт) | 10 гв., 14 сд, 72 морская сбр, 31 лыжбр, опаб (б/н) | 1236 аап, 275, 297 минп, 41 гв. мп, 325, 487 озадн | -                                                                        | -                                                        | 31 оиб                                                          | -                |
| 01.06.1943 (Карельский фронт) | 10 гв., 14 сд, 72 морская сбр, 31 лыжбр | 1236 пап, 275, 297 минп, 41 гв. мп, 156 зенап, 325, 487 озадн | -                                                                        | -                                                        | 31 оиб                                                          | -                |
| 01.07.1943 (Карельский фронт) | 10 гв., 14 сд, 72 морская сбр, 31 лыжбр | 1236 пап, 275, 297 минп, 41 гв. мп, 156 зенап, 325, 487 озадн | -                                                                        | -                                                        | 31 оиб                                                          | -                |
| 01.08.1943 (Карельский фронт) | 10 гв., 14 сд, 72 морская сбр, 31 лыжбр | 1236 пап, 275, 297 минп, 41 гв. мп, 156 зенап, 325, 487 озадн | -                                                                        | -                                                        | 31 оиб                                                          | -                |
| 01.09.1943 (Карельский фронт) | 10 гв., 14 сд, 72 морская сбр, 31 лыжбр | 1236 пап, 275, 297 минп, 41 гв. мп, 156 зенап, 325, 487 озадн | -                                                                        | -                                                        | 31 оиб                                                          | -                |
| 01.10.1943 (Карельский фронт) | 10 гв., 14 сд, 72 морская сбр, 31 лыжбр | 1236 пап, 275, 297 минп, 41 гв. мп, 156 зенап, 325, 487 озадн | -                                                                        | -                                                        | 31 оиб                                                          | -                |
| 01.11.1943 (Карельский фронт) | 10 гв., 14 сд, 72 морская сбр, 31 лыжбр | 1236 пап, 275, 297 минп, 41 гв. мп, 156 зенап, 325, 487 озадн | -                                                                        | -                                                        | 31 оиб                                                          | -                |
| 01.12.1943 (Карельский фронт) | 10 гв., 14 сд, 72 морская сбр, 31 лыжбр | 1236 пап, 275, 297 минп, 41 гв. мп, 156 зенап, 325, 487 озадн | -                                                                        | -                                                        | 31 оиб                                                          | -                |
| 01.01.1944 (Карельский фронт) | 10 гв., 14 сд, 72 морская сбр, 31 лыжбр, опулб (б/н) | 1236 пап, 275, 297 минп, 41 гв. мп, 156 зенап, 325, 487 озадн | -                                                                        | -                                                        | 31 оиб                                                          | -                |
| 01.02.1944 (Карельский фронт) | 10 гв., 14 сд, 72 морская сбр, 31 лыжбр, опулб (б/н) | 1236 пап, 275, 297 минп, 41 гв. мп, 156 зенап, 325, 487 озадн | -                                                                        | -                                                        | 31 оиб                                                          | -                |
| 01.03.1944 (Карельский фронт) | 10 гв., 14 сд, 72 морская сбр, 31 лыжбр, опулб (б/н) | 1236 пап, 275, 297 минп, 41 гв. мп, 156 зенап, 325, 487 озадн | 37, 45 оаэсб                                                             | -                                                        | 31 оиб                                                          | -                |
| 01.04.1944 (Карельский фронт) | 126 лгск (72 морсбр, 31 лыжбр), 10 гв., 14 сд, 2 УР, опулб (б/н) | 901 горн., 1066, 1942 кап, 1236, 1237 пап, 172, 275, 297, 619, 620 минп, 41 гв. мп, 156 зенап, 325, 487 озадн | 37, 45 оаэсб                                                             | -                                                        | 31, 733 оиб                                                     | -                |
| 01.05.1944 (Карельский фронт) | 126 лгск (72 морсбр, 31 лыжбр), 10 гв., 14 сд, опулб (б/н), 2 УР | 901 горн., 1066, 1942 кап, 1236, 1237 пап, 172, 275, 297, 619, 620 минп, 41 гв. мп, 156 зенап, 325, 487 озадн | 37, 45 оаэсб                                                             | -                                                        | 31, 733 оиб                                                     | -                |
| 01.06.1944 (Карельский фронт) | 126 лгск (72 морсбр, 31 лыжбр), 10 гв., 14 сд, опулб (б/н), 2 УР | 901 горн., 1066, 1942 кап, 1236, 1237 пап, 172, 275, 297, 619, 620 минп, 41 гв. мп, 156 зенап, 325, 487 озадн | -                                                                        | -                                                        | 31, 733 оиб                                                     | -                |
| 01.07.1944 (Карельский фронт) | 126 лгск (72 морсбр, 31 лыжбр), 10 гв., 14 сд, опулб (б/н), 2 УР | 901 горн., 1066 кап, 1236 пап, 172, 275, 297 минп, 41 гв. мп, 156 зенап, 325, 487 озадн | -                                                                        | -                                                        | 31, 733 оиб                                                     | -                |
| 01.08.1944 (Карельский фронт) | 126 лгск (72 морсбр, 31 лыжбр), 10 гв., 14 сд, опулб (б/н), 2 УР | 901 горн., 1066 кап, 1236 пап, 172, 275, 297 минп, 41 гв. мп, 156 зенап, 325, 487 озадн | -                                                                        | -                                                        | 31 оиб                                                          | -                |
| 01.09.1944 (Карельский фронт) | 126 лгск (72 морсбр, 31 лыжбр), 10 гв., 14 сд, опулб (б/н), 2 УР | 901 горн., 1066 кап, 1236 пап, 172, 275, 297 минп, 41 гв. мп, 156 зенап, 325, 487 озадн | -                                                                        | -                                                        | 31 оиб                                                          | -                |
| 01.10.1944 (Карельский фронт) | 99 ск (65, 114, 368 сд), 126 лгск (72 морсбр, 31 лыжбр), 127 лгск (3 брмп, 69, 70 морсбр), 131 ск (10 гв., 14 сд), 45 сд, 31 обмп, 2 УР, опулб (б/н)                                          | 901 и 905 горн., 633, 1066, 1942 кап, 1236, 1237 пап, 989 гап, 172, 173, 275, 297, 482, 535, 619, 620 минп, 7 и 25 гв. мбр, 20, 41 и 44 гв. мп, 40 зенад (1407, 1411,1415, 1527 зенап), 156 зенап, 325, 487 озадн                                     | 7 гв. тбр, 73 гв. отп, 339, 378 гв. тсап, 275, 284 омб «ОСНАЗ»           | -                                                        | 20 шисбр, 6 гв. батальон минёров, 31 оиб, 30, 97 пмб            | -                |
| 01.11.1944 (Карельский фронт) | 31 ск (83, 367 сд), 99 ск (10 гв., 65, 114 сд), 126 лгск (3 брмп, 72 морсбр, 31 лыжбр), 127 лгск (69, 70 морсбр), 131 ск (14, 45, 368 сд), 133 ск (21, 67, 104 сд), 2 УР, 31 обмп, опулб(б/н) | 901 и 905 горн. кап, 149, 633, 1066, 1942 кпап, 51, 471, 1236, 1237 пап, 989 гап, 354 отпадн, 172, 173, 275, 297, 482, 535, 619, 620 минп, 7 и 25 гв. мбр, 20, 41, 44 и 64 гв. мп, 40 зенад (1407, 1411, 1415, 1527 зенап), 156 зенап, 325, 487 озадн | 7 гв. тбр, 73 гв., 89 отп, 339, 378 гв. тсап, 275, 284 омб «ОСНАЗ»       | -                                                        | 1 мибр, 13, 20 шисбр, 6 гв.батальон минёров, 31 оиб, 30, 97 пмб | -                |
| 01.12.1944 (Отдельная)        | 31 ск (83, 114, 367 сд), 131 ск (45, 67, 341, 368 сд), 21 сд, 2 УР | 149, 633, 1066 кпап, 51 пап, 173, 482, 619, 620 минп, 20 и 44 гв. мп, 40 зенад (1407, 1411, 1415, 1527 зенап), 156, 1006 зенап, 325, 487 озадн | 73 гв., 89 отп, 339 гв. тсап, 284 омб «ОСНАЗ», 7 одн брп                 | 261 шад, 16 гв. иад                                      | 1 мибр, 31, 170, 279 оиб, 97 пмб                                | -                |
| 01.01.1945 (Отдельная)        | 31 ск (83, 114, 367 сд), 131 ск (45, 67, 368 сд), 341 сд, 2 УР | 149, 633 кап, 51 пап, 482, 619, 620 минп, 20 и 44 гв.мп, 40 зенад (1407, 1411, 1415, 1527 зенап), 156 зенап, 325, 487 озадн | 73 гв. тпп, 89 отп, 339 гв. тсап, 284 омб ОСНАЗ, 27, 47 одн брп, 73 обрп | 261 шад, 16 гв. иад, 108 раэ                             | 1 мибр, 31, 170, 279 оиб, 97 мпмб                               | -                |
| 01.02.1945 (Отдельная)        | 31 ск (83, 114, 367 сд), 131 ск (45, 67 сд), 2 УР | 149, 633 кап, 51 пап, 482, 619, 620 минп, 20 и 44 гв.мп, 40 зенад (1407, 1411, 1415, 1527 зенап), 156 зенап, 325, 487 озадн | 73 гв. тпп, 89 отп, 339 гв. тсап, 284 омб ОСНАЗ                          | -                                                        | 1 мибр, 31, 170, 279 оиб, 97 мпмб                               | -                |
| 01.03.1945 (Отдельная)        | 31 ск (83, 114, 367 сд), 131 ск (45, 67 сд), 2 УР | 149, 633 кап, 51 пап, 836 орадн, 482, 619, 620 минп, 20 и 44 гв.мп, 40 зенад (1407, 1411, 1415, 1527 зенап), 156 зенап, 325, 487 озадн | 73 гв. тпп, 89 отп, 339 гв. тсап, 284 омб ОСНАЗ                          | -                                                        | 1 мибр, 31, 170, 279 оиб, 97 мпмб                               | -                |
| 01.04.1945 (Отдельная)        | 31 ск (83, 114, 367 сд), 131 ск (45, 67 сд), 2 УР | 149, 633 кап, 51 пап, 836 орадн, 482, 619, 620 минп, 20 и 44 гв.мп, 40 зенад (1407, 1411, 1415, 1527 зенап), 156 зенап, 325, 487 озадн | 73 гв. тпп, 89 отп, 284 омб ОСНАЗ                                        | -                                                        | 1 мибр, 31, 170, 279 оиб, 97 мпмб                               | -                |
| 01.05.1945 (Отдельная)        | 31 ск (83, 114, 367 сд), 131 ск (45, 67 сд), 2 УР | 149, 633 кап, 51 пап, 836 орадн, 482, 619, 620 минп, 20 и 44 гв.мп, 40 зенад (1407, 1411, 1415, 1527 зенап), 156 зенап, 325, 487 озадн | 73 гв. тпп, 89 отп                                                       | -                                                        | 1 мибр, 31, 170, 279 оиб, 97 мпмб                               | -                |